# قائمة المنظمات التاريخية للرياضة
قائمة منظمات التاريخ الرياضية (بالإنجليزية: List of sports history organisations)‏ فيما يلي قائمة بمنظمات التاريخ الرياضية:

## الرياضات

### ألعاب القوى المسار والميدان
- رابطة إحصائيي المسار والميدان [الإنجليزية]

### البيسبول
- جمعية أبحاث البيسبول الأمريكية  [لغات أخرى]‏[1]

### كرة سلة
- Advanced statistics in basketball [الإنجليزية]‏[2]

### كرة القدم الأمريكية
- Professional Football Researchers Association [الإنجليزية]‏[3]

### اتحاد كرة القدم
- الأرشيف الوطني الإنجليزي لكرة القدم[4]
- الاتحاد الدولي لتاريخ وإحصاءات كرة القدم.
- مؤسسة إحصاءات وثيقة لرياضة كرة القدم.[5]

### كرة القدم الكندية
- الاتحاد الكندي التاريخي لكرة القدم.[6]

### الهوكي على الجليد
- جمعية أبحاث الهوكي.[7]
- Society for International Hockey Research [الإنجليزية]‏[8]

### الألعاب الأولمبية
- International Society of Olympic Historians [الإنجليزية]‏[9]

### الرياضة العامة
- H.J. Lutcher Stark Center for Physical Culture and Sports [الإنجليزية]‏[10]
- جمعية أمريكا الشمالية لتاريخ الرياضة[11]